# Лісова Буча
Лісова́ Бу́ча (Буча́нка) — історична назва місцевості у місті Буча Київської області.

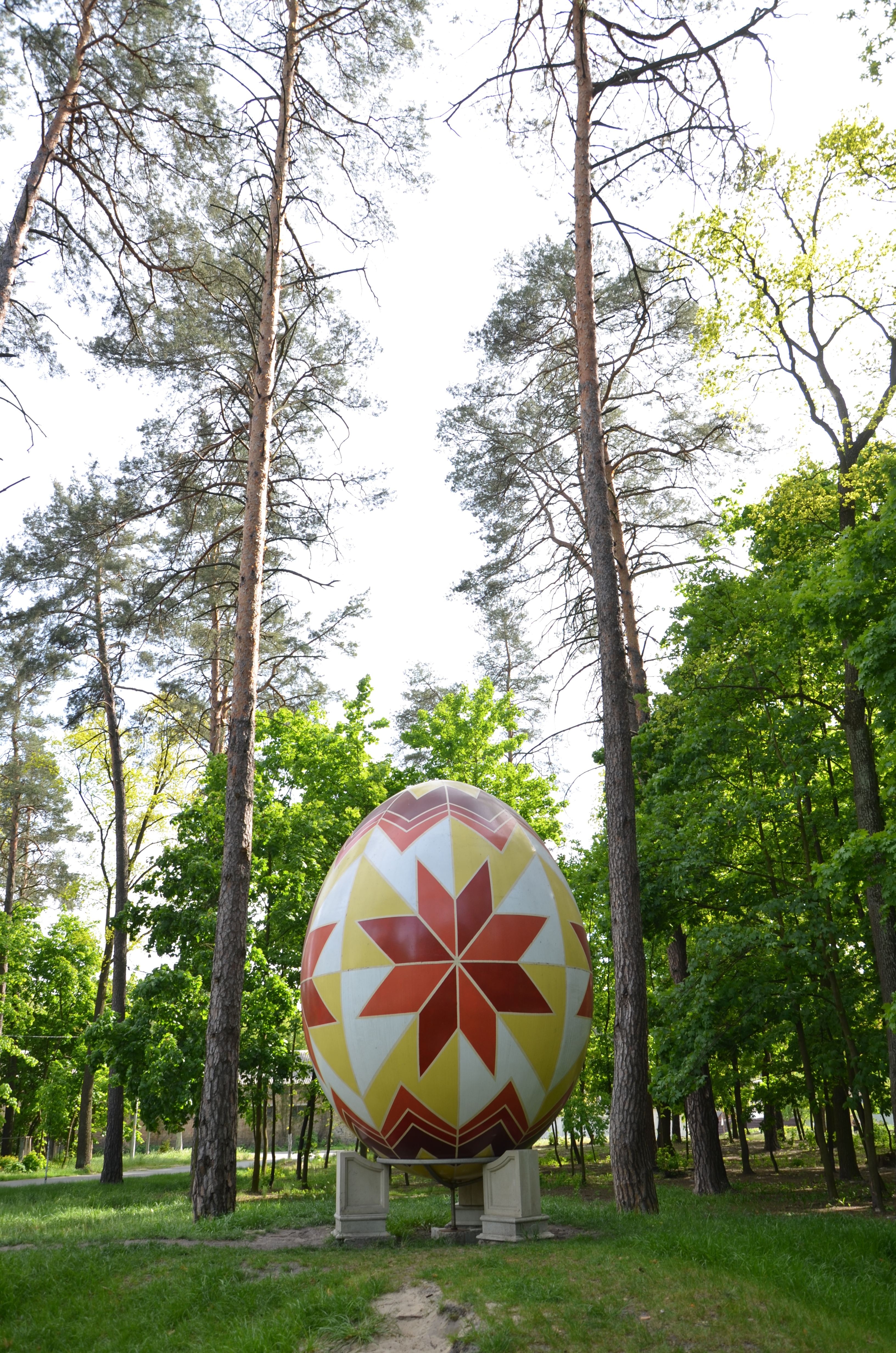
Лісова Буча, парк Родинний

На території місцевості розташований залізничний зупинний пункт Лісова Буча.
Основні вулиці — вулиці Шевченка, Миколи Гамалія, Києво-Мироцька, Старо-Яблунська, Маршала Малиновського, Тарасівська.
Забудова — здебільшого садибна малоповерхова, є декілька багатоповерхових будинків по вул. Тарасівській.

## Економіка

### Промисловість
- Науково-дослідний інститут склопластиків і волокна.
- Бучанський експериментальний тарний завод.
- Бучанський млин.

В Лісовій Бучі також знаходяться:

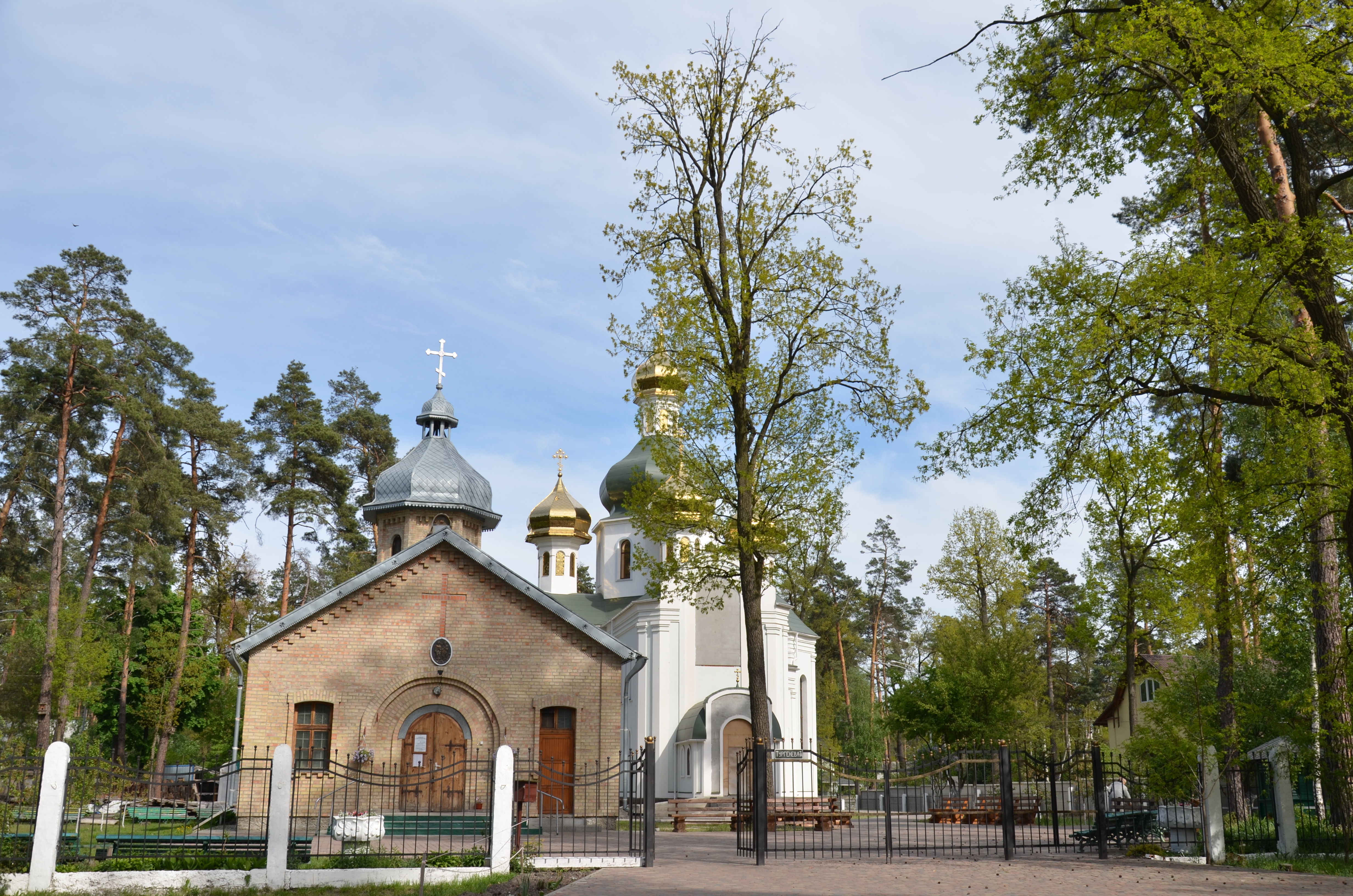
Лісова Буча, церква апп. Петра і Павла

- Лісова Буча, церква апп. Петра і ПавлаКомунальне підприємство Київської обласної ради «Обласний лісгосп» (розташоване по вул. Полтавській, 4).

### Зв'язок

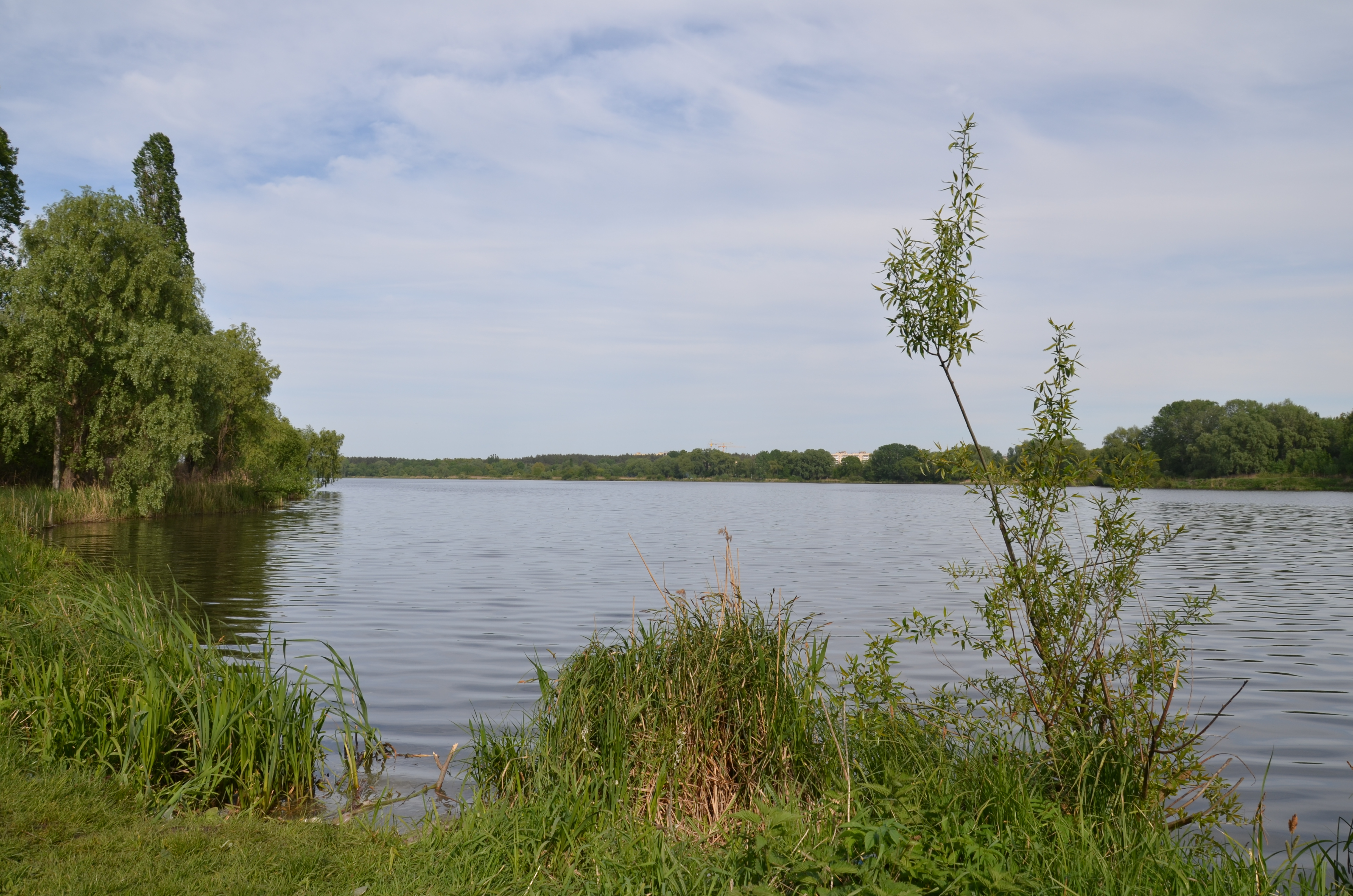
Озеро на річці Буча між Лісовою Бучею і Ірпінем

У Лісовій Бучі діє міське відділення поштового зв'язку:
- «Буча» Ірпінського Центра поштового зв'язку № 12 (вул. Тарасівська, 23), поштовий індекс 08293.

## Освіта

### Сучасні освітні заклади
В Лісовій Бучі діють Український гуманітарний інститут — недержавний вищий навчальний заклад ІІІ рівня акредитації який знаходиться по вул. Інститутська, 14.
Школи:
- Загальноосвітня школа I–III ступенів № 2, вул. Шевченка, 14.

Дошкільні (освітянські) заклади (дитсадки):
- Бучанський дошкільний навчальний заклад № 4 «Пролісок», вул. Миколи Гамалія (садок відвідує 249 дітей).

## Соціальна сфера: ЖКГ, забезпечення порядку і охорона здоров'я

### Кладовища
На території Лісової Бучі є одне кладовище, яке знаходиться по вулиці Малиновського.